# Norton Juxta Kempsey
Norton – wieś i civil parish w Anglii, w hrabstwie Worcestershire, w dystrykcie Wychavon. Leży 4 km na południowy wschód od miasta Worcester i 160 km na północny zachód od Londynu. W 2011 civil parish liczyła 2375 mieszkańców.